# Minoru Kō
Minoru Kō (jap. 稔 幸, bürgerlich: 野崎 央子, Nozaki Yōko; * 16. Juni) ist eine ehemalige Otokoyaku (eine Frau, die eine männliche Schauspielrolle gibt) der japanischen Takarazuka Revue.
Von 1985 bis 2001 war sie Mitglied der „Star Troupe“. Erste Bekanntheit erlangte ihr Name durch die Rolle des Franz Joseph von Österreich-Ungarn in der 1996 Produktion des Musicals Elisabeth. 1998 erlangte sie den höchstmöglichen Status innerhalb des Theaters: Als Top Star der „Star Troupe“ spielte sie bis 2001 alle Hauptrollen in deren Produktionen. Hierzu zählt Tony aus der West Side Story, ebenso Rhett Butler aus Gone with the Wind. Die Rolle der Oscar Francois de Jarjayes aus Lady Oscar war ihr letzter Auftritt, bevor sie sich von der Bühne der Takarazuka Revue zurückzog.
2006 gehörte sie zum Ensemble der Konzertreihe zum zehnten Jubiläum des Musicals Elisabeth in Japan, wieder in der Rolle des Kaisers Franz Joseph von Österreich-Ungarn.
Minoru Kō war eine der medienwirksamsten Otokoyaku. Sie trat im Zenit ihrer Popularität in vielen japanischen Fernsehsendungen auf, vermittelte Informationen rund um die Revue und wirkte so als Botschafterin für dieses Genre.